# Robert Gould (directeur artistique)
Pour les articles homonymes, voir Robert Gould (homonymie) et Gould.
Robert Gould est un décorateur de cinéma.

## Filmographie sélective
- 1981 : Sans retour (Southern Comfort) de Walter Hill
- 1986 : Cobra de George P. Cosmatos
- 1992 : Newsies de Kenny Ortega
- 1997 : Starship Troopers de Paul Verhoeven
- 2003 : Master and Commander : De l'autre côté du monde de Peter Weir
- 2005 : L'École fantastique de Mike Mitchell
- 2007 : Next de Lee Tamahori
- 2007 : Die Hard 4 : Retour en enfer de Len Wiseman
- 2009 : Anges et Démons de Ron Howard
- 2009 : Palace pour chiens de Thor Freudenthal
- 2010 : Expendables : Unité spéciale de Sylvester Stallone
- 2011 : The Artist de Michel Hazanavicius
- 2014 : Vol 7500 : aller sans retour de Takashi Shimizu